# Mörttjärnen (Vilhelmina socken, Lappland, 717788-157476)
Mörttjärnen är en sjö i Vilhelmina kommun i Lappland och ingår i Ångermanälvens huvudavrinningsområde.